# Vil·la Hèlius
Vil·la Hèlius je modernistický obytný dům, stojící na Carrer de Panamà, 13 v Barceloně. Původně byl postaven v roce 1866 Antoniem Rovira i Triasem. Byl zásadně přestavěn v letech 1906 až 1908 Joaquimem Raspallem podle zakázky Francisca Grandeho. Skládá se z přízemí, dvou pater se sedlovou střechou a věží. Směrem do zahrady je galerie. Fasády jsou zdobeny sgrafity a keramikou.
Je španělskou kulturní památkou lokálního významu.

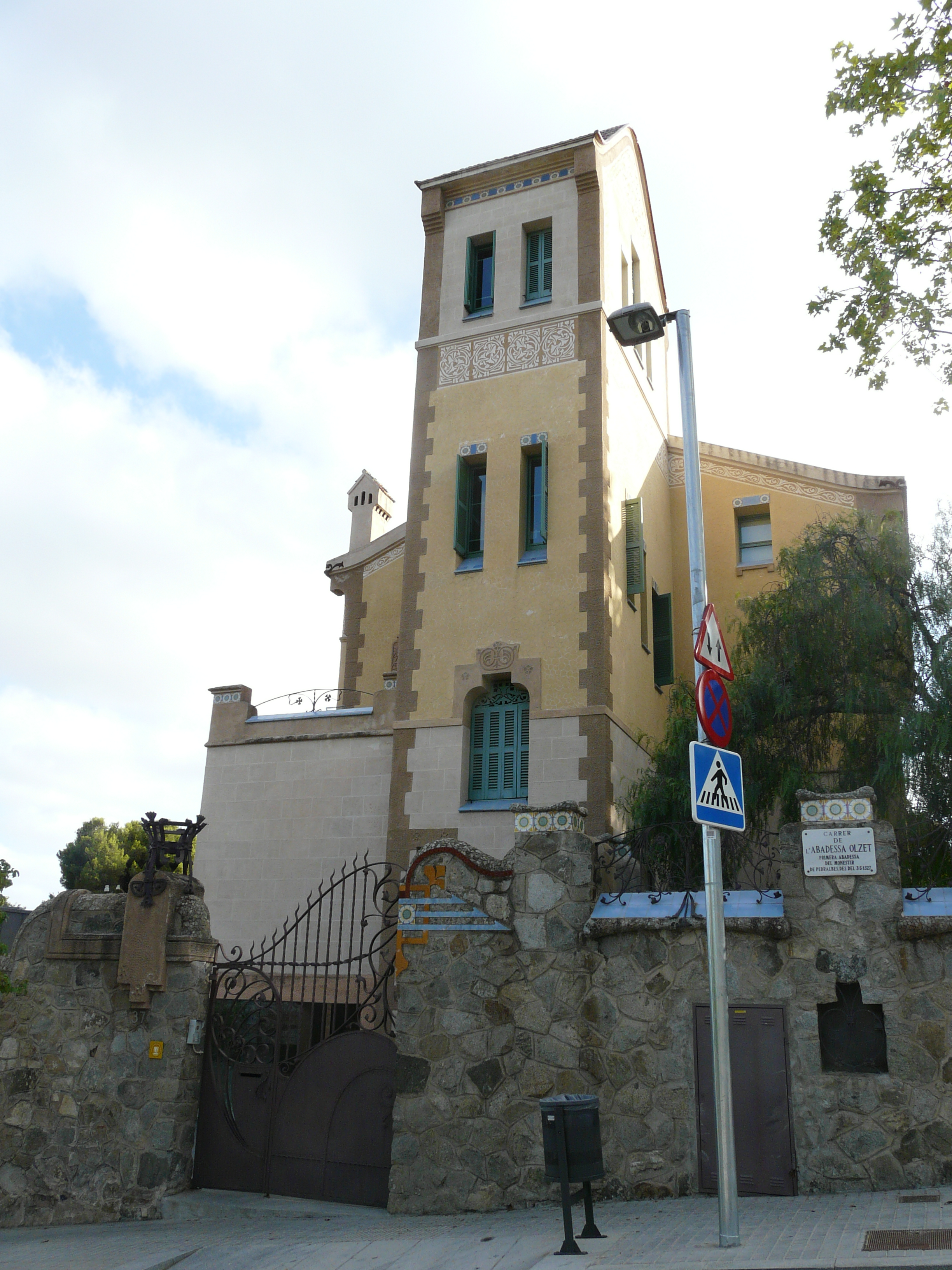
Věž
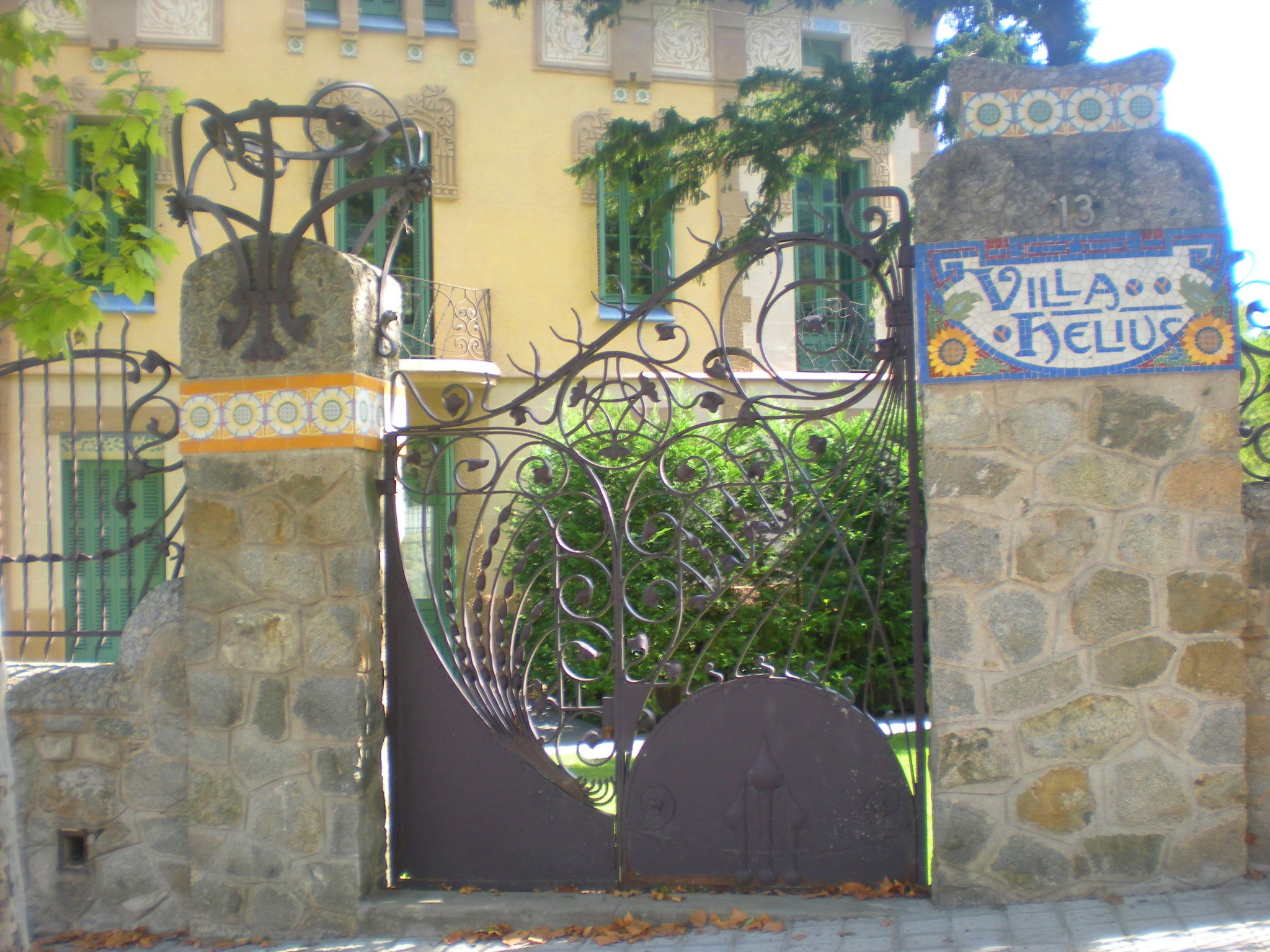
Branka
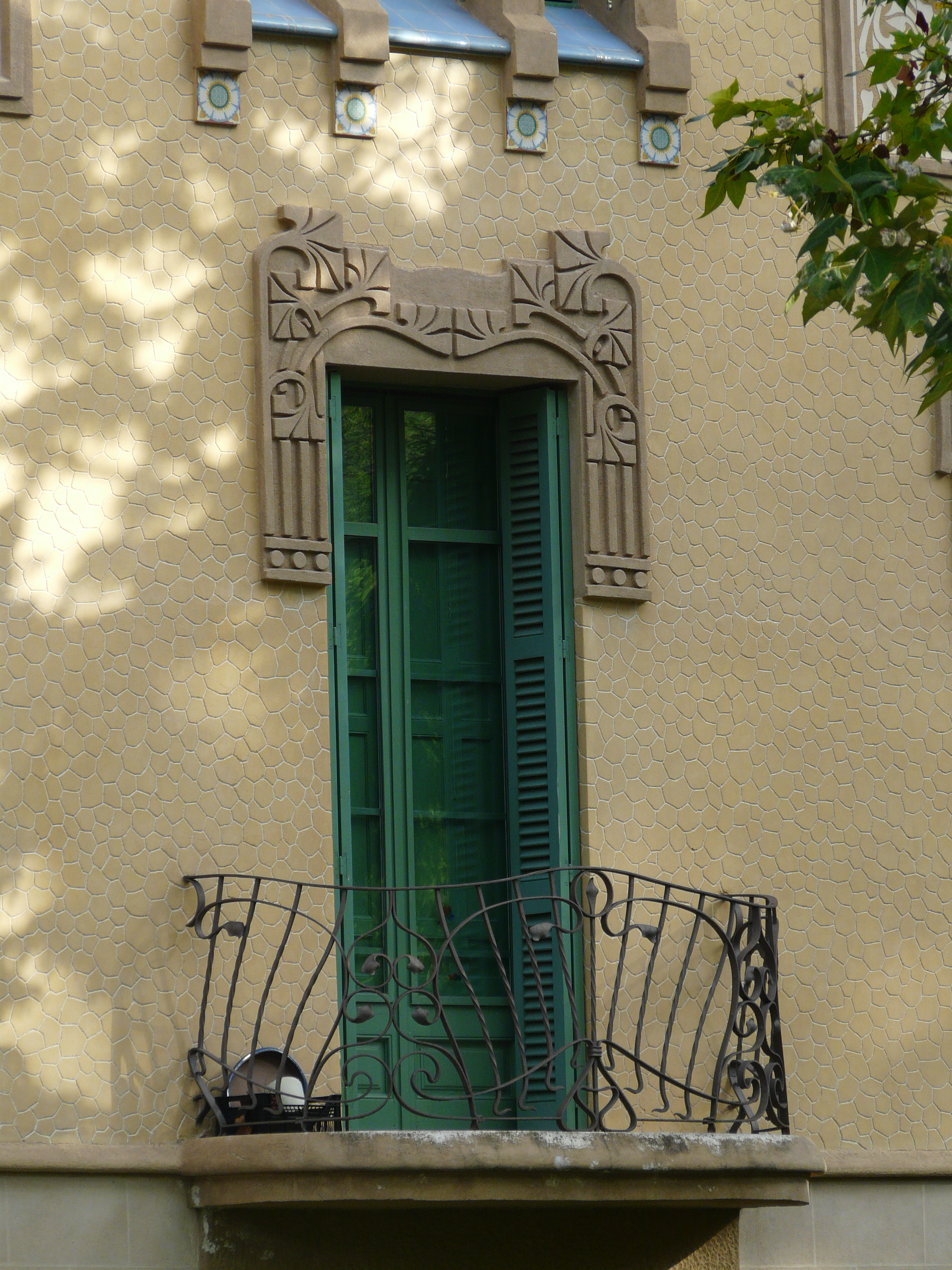
Balkon